# Bisdom Tanjore
Het bisdom Tanjore (Latijn: Dioecesis Taniorensis) is een rooms-katholiek bisdom met als zetel Thanjavur (voorheen Tanjore), in India. Het bisdom is suffragaan aan het aartsbisdom Pondicherry-Cuddalore. 

## Geschiedenis
Het bisdom werd opgericht op 13 november 1952, uit delen van het bisdom São Tomé of Meliapore, en was suffragaan aan het aartsbisdom Madras-Mylapore. Op 19 september 1953 veranderde het van kerkprovincie en werd suffragaan aan het aartsbisdom Pondicherry-Cuddalore. 

## Parochies
Het bisdom had in 2020 een oppervlakte van 9.583 km2 en telde 6.888.040 inwoners waarvan 6,7% rooms-katholiek was.

## Bisschoppen
- Rajarethinam Arokiasamy Sundaram (4 februari 1953 - 12 september 1986)
- Packiam Arokiaswamy (12 september 1986 - 28 juni 1997; aartsbisschop op persoonlijke titel)
- Devadass Ambrose Mariadoss (28 juni 1997 - 4 februari 2023)
- sedisvacatie

## Galerij van afbeeldingen

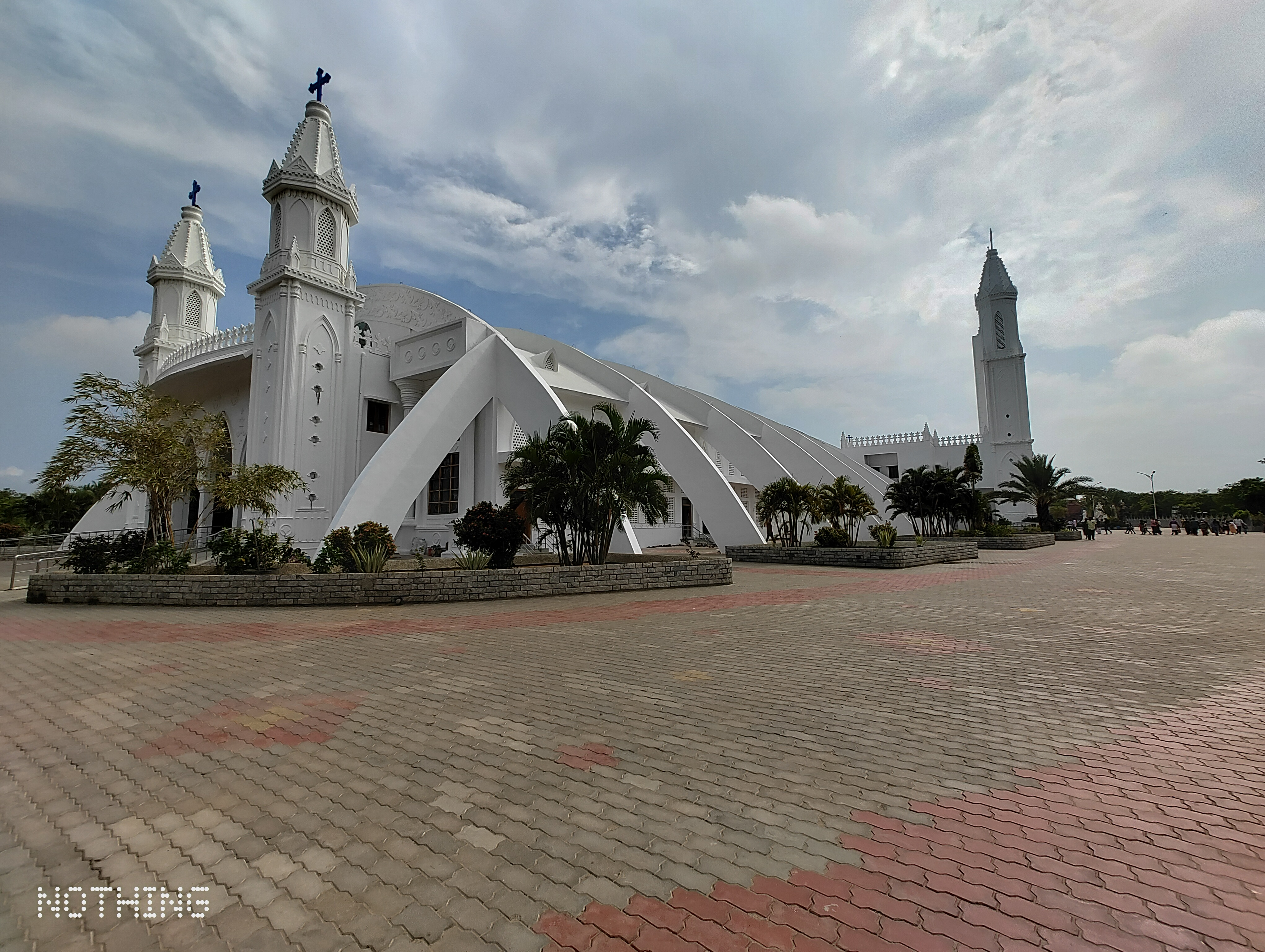
Our Lady of Good Health-basiliek in Velankanni

Pondicherry-Cuddalore (aartsbisdom) · Dharmapuri · Kumbakonam · Salem · Tanjore